# Caimano MK2C
Il Caimano MK2C è uno dei tantissimi modelli di autorespiratore ad ossigeno (A.R.O) solitamente impiegati dai reparti speciali delle Forze Armate italiane (Incursori della Marina Militare, Lagunari dell'Esercito, ecc).
Attualmente è fuori produzione, il modello attuale è il Caimano MK4C.
La sua particolarità e quella di non emanare bolle verso la superficie, quindi dà la possibilità di rimanere occultati. Per quanto possa essere uno strumento molto prezioso, nello stesso tempo può diventare molto pericoloso, a causa del fatto che si respira ossigeno (quasi) puro, ma in presenza di una percentuale di anidiride carbonica non trascurabile, in quanto il filtro in calce sodata non la cattura mai completamente: come si sa l'ossigeno ad elevata pressione parziale e per significativi tempi di esposizione può risultare tossico, e l'anidiride carbonica produce una serie di disturbi meno gravi ma comunque pericolosi. Dopo alcune ore provoca sonnolenza ed i primi effetti sono addormentamento della mascella e perdita di sensibilità e formicolio agli arti. Un altro fattore a cui bisogna prestare attenzione è la profondità, perché oltre i 5 metri l'ossigeno puro diventa tossico; infatti prima di utilizzarlo è sempre consigliabile fare un controllo in camera iperbarica per controllare se il nostro organismo non è allergico all'ossigeno, ed in questo caso c'è la possibilità di fare dei cosiddetti "tuffi" con una miscela di ossigeno e aria.
Prima di immergersi con il Caimano MK2c è necessario fare il lavaggio dei polmoni e del sacco: si indossa il boccaglio, si apre il rubinetto a due vie (posto sul boccaglio) mettendo in comunicazione la bocca con il sacco-polmone, si inspira dal sacco, si ruota il rubinetto a 2 vie, e si espira il miscuglio respiratorio verso l'esterno. Questa operazione va ripetuta almeno 4 volte prima di immergersi, per far sì che nei polmoni e nel sacco ci sia soltanto ossigeno e non azoto.
Il Caimano MK2C è strutturato così: due tubi corrugati collegano il boccaglio ad una sacca di gomma (sacco polmone), una capsula di calce sodata filtra il flusso di gas che dal sacco viene aspirato nei polmoni, ed una bombola di ossigeno da 1.5 litri consente di gonfiare il sacco tramite una valvola a comando manuale (bypass).
I modelli più recenti dispongono anche di una seconda valvola di erogazione automatica, escludibile.
Il funzionamento è semplice: si eroga ossigeno dalla bombola situata alla base della sacca tramite un bypass, si riempie la sacca che si gonfia (funziona anche da giubbotto ad assetto variabile per stabilizzarsi a quota operativa). Si inizia quindi a respirare, l'ossigeno fluisce attraverso uno dei due tubi corrugati sino al boccaglio, e, grazie ad una coppia di valvole a senso unico, il gas espirato viene inviato al sacco attraverso il secondo tubo corrugato, ove il filtro di calce sodata elimina l'anidride carbonica prodotta dal nostro corpo; l'ossigeno rimasto nel flusso respiratorio espirato ritorna nella sacca per essere riutilizzato. Man mano che si respira va controllato il quantitativo di gas presente nella sacca, che va sempre ripristinato con la bombola tramite il bypass. Si realizza così un circuito chiuso e non si emanano bolle (a meno che il sommozzatore, per errore, non eroghi troppo ossigeno, causando un eccessivo galleggiamento, che costringe a scaricare gas all'esterno per evitare di affiorare).
Per evitare i pericoli legati alla tossicità dell'ossigeno ed all'accumilo di anidride carbonica, gli apparecchi ARO, come il Caimano MK2c, possono nessere utilizzati solo da sommozzatori specificamente addestrati, che adottano una tecnica respiratoria particolare (respiri lunghi e con pausa inspiratoria) anche sotto sforzo, senza mai farsi sopraffare dall'affanno.